# Акіхіто
Акіхі́то (яп. 明仁, あきひと; 23 грудня 1933) — 125-й Імператор Японії (7 січня 1989 — 30 квітня 2019), синтоїстське божество. Девізом правління був Хейсей — «мирне правління».

## Біографія
Акіхіто — старший син і п'ята дитина імператора Хірохіто та імператриці Наґако. У 1940-1952 навчався у школі Ґакусюїн.
У 1952 вступив на відділення політики факультету політики й економіки університету Ґакусюїн. Того ж року його офіційно було проголошено кронпринцом.
Ще студентом, Акіхіто в 1953 здійснив шестимісячну подорож 14-ма країнами Північної Америки та Західної Європи. Центральною частиною цієї поїздки став його візит до Лондона як представника імператора Сьови на коронації королеви Єлизавети II.
Успішно завершив навчання в університеті у березні 1956, а у квітні 1959 кронпринц одружився із Сьоді Мічіко, старшою дочкою Сьоди Хідесабури, президента великої борошномельної компанії. Таким чином було порушено багатовікові традиції, які приписували членам імператорської сім'ї обирати собі дружину виключно серед дівчат аристократичного походження.
Рада Імператорського двору, яка складається з представників імператорської сім'ї, спікерів палати представників та палати радників парламенту, Головного судді Верховного суду та інших, одностайно схвалила вибір спадкоємця престолу.
Акіхіто та Мітіко в їх сімейному житті вдалося досягти відносної свободи від жорстких палацових традицій. Разом із дружиною Акіхіто змінив устрій в імператорській сім'ї. Попри постійну зайнятість в офіційних заходах, вони самі виховували дітей: двох синів та дочку.
Ще кронпринцом Акіхіто здійснив офіційні візити в 37 країн світу на запрошення їх урядів. Акіхіто також був почесним головою XI Тихоокеанського наукового конгресу 1966 року, Універсіади 1967 в Токіо, виставки ЕКСПО-70 в Осаці. Під час подорожей імператора Сьови до Європи (1971 року) та до США (1975) кронпринц виконував державні функції замість батька.
7 січня 1989 року Акіхіто успадкував трон. 12 листопада 1990 року він пройшов церемонію інтронізації. З цього дня в Японії почався новий період національного літочислення — Хейсей (яп. 平成).
Як і його батько, Імператор Акіхіто захоплюється біологією та іхтіологією. Опубліковано 25 його наукових робіт про морських бичків. 1986 року його було обрано почесним членом Лондонського товариства Ліннея — міжнародного товариства біологів. Крім того, він цікавиться історією. У заняттях спортом надає перевагу тенісу (із майбутньою дружиною він познайомився на корті).
Імператор має трьох дітей: кронпринц Нарухіто (23 лютого 1960), принц Акісіно (30 листопада 1965) та принцеса Саяко Курода (18 квітня 1969).
Нагороджений орденом князя Ярослава Мудрого I ст. (12 січня 2011).
Імператор Японії Акіхіто виявив намір звернутися до нації у відеозверненні 8 серпня 2016 року, повідомляє NHK, посилаючись на управління імператорського двору Японії. Телеканал зазначає, що раніше імператор поінформував близьких про своє бажання зректися престолу. Престол буде переданий його синові принца Нарухіто. До того останнім імператором Японії, котрий зрікся престолу, був Кокаку. Він передав свій трон синові в 1817 році.
Японський уряд у січні 2017 р. розробив законопроєкт, що був розглянутий парламентом у травні 2017 року, за яким 1 травня 2019 року відбудеться церемонія дострокового вступу на престол нового імператора Японії Нарухіто.
30 квітня 2019 року Акіхіто проголосив про своє зречення від престолу.

## Офіційні функції
Попри те, що Імператор є обмеженим своїм конституційним положенням, він також опублікував кілька широкомасштабних заяв каяття до країн Азії за їхні страждання перебуваючи під японською окупацією, починаючи з вираження співчуття Китаю зробленому у квітні 1989 року, через три місяці після смерті його батька Імператора Сьови.
У червні 2005 року Імператор відвідав територію США — Сайпан, місце битви у Другій світовій війні з 15 червня по 9 липня 1944 (Битва за Сайпан). У супроводі Імператриці Мічіко він помолився і поклав квіти до декількох пам'ятників вшановуючи не тільки загиблих японців, але й американських солдатів, корейських робітників і місцевих остров'ян. Це була перша поїздка японського монарха на поле бою Другої світової війни за кордоном. Подорож до Сайпану була сприйнята з високою похвалою з боку японського народу, як і візити Імператора до військових меморіалів в Токіо, Хіросімі, Нагасакі й Окінаві в 1995 році.

## Зречення престолу
13 липня 2016 року в ЗМІ з'явилася інформація, що Акіхіто планує зректися престолу й передати трон своєму синові Нарухіто, яка була негайно спростована Управлінням імператорського двору Японії. Однак уже 8 серпня те ж Управління імператорського двору випустило позачергове приватне відеозвернення імператора, в якому той підтвердив намір передати титул.
Згідно з конституцією, монарх повинен виконувати свої функції довічно. Однак народ і уряд пішли назустріч побажанням Акіхіто. Влітку 2017 року парламент ухвалив спеціальний закон, що дозволяє йому зректися престолу. Подібного прецеденту в Японії не було протягом 202 років: з 1817 року, коли від трону відмовився Імператор Кокаку (1771—1840 роки) — він також передав свої повноваження синові.
6 березня 2018 року уряд Японії затвердив спеціальний указ про проведення 30 квітня 2019 року церемонії зречення імператора Японії. 24 лютого 2019 року в столиці пройшла урочиста церемонія з нагоди 30-річчя перебування на престолі Акіхіто.
Офіційна церемонія зречення від престолу відбулася в сосновому залі імператорського палацу в районі Тійода. На ній Акіхіто виголосив прощальну промову в присутності керівників трьох гілок влади — уряду, парламенту та Верховного суду, і ще 300 осіб. Після зречення Акіхіто отримав титул «Імператор на спочинку» (上皇 дзе: ко, Emperor Emeritus), а після смерті залишиться в історії як імператор Хейсей — за назвою ери його правління.

## Нагороди
| Дата                         | Нагорода                         |
| ---------------------------- | -------------------------------- |
| 7 січня 1989 — 1 травня 2019 | Суверен ордену Хризантеми        |
| 7 січня 1989 — 1 травня 2019 | Суверен ордену Квітів паловнії   |
| 7 січня 1989 — 1 травня 2019 | Суверен ордену Сонця, що сходить |
| 7 січня 1989 — 1 травня 2019 | Суверен ордену Священного скарбу |
| 7 січня 1989 — 1 травня 2019 | Суверен ордену Культури          |
| 7 січня 1989 — 1 травня 2019 | Суверен ордена Коштовної корони  |

| Країна      | Дата нагородження | Нагорода                                                                                                | Літери | Країна            | Дата нагородження            | Нагорода                                                                  | Літери  |
| ----------- | ----------------- | --- | ------ | ----------------- | ---------------------------- | ------------------------------------------------------------------------- | ------- |
| Афганістан  |                   | Кавалер ордена Сонця 1 класу                                                                            |        | Саудівська Аравія |                              | Кавалер ордена Великого Бадра                                             |         |
| Бахрейн     |                   | Кавалер ордена аль-Халіфа                                                                               |        | Таїланд           |                              | Лицар Великої стрічки ордена Чула Чом Клао                                | ป.จ.ว.  |
| Бельгія     |                   | Кавалер Великого хреста ордена Леопольда I                                                              |        | Фінляндія         |                              | Кавалер ланцюга ордена Білої троянди                                      |         |
| Ботсвана    |                   | Кавалер Президентського ордена Ботсвани                                                                 |        | Франція           |                              | Кавалер Великого хреста ордена Почесного легіону                          |         |
| Бразилія    |                   | Кавалер ланцюга ордена Південного Хреста                                                                |        | Чехія             |                              | Кавалер ланцюга ордена Білого лева                                        |         |
| Гамбія      |                   | Гранд-командор ордену Республіки Гамбія                                                                 |        | Чилі              |                              | Кавалер ланцюга ордена Заслуг                                             |         |
| Німеччина   |                   | Кавалер Великого хреста спеціального класу ордена «За заслуги перед Федеративною Республікою Німеччина» |        | Сенегал           |                              | Кавалер ланцюга ордена Лева                                               |         |
| Греція      |                   | Кавалер Великого хреста ордена Спасителя                                                                |        | Ефіопія           |                              | Кавалер ланцюга ордена Соломона                                           | KSS     |
| Заїр        |                   | Кавалер Великого хреста ордена Леопарда                                                                 |        | Югославія         |                              | Кавалер ордена Великої Югославської зірки                                 |         |
| Єгипет      |                   | Кавалер ланцюга ордена Нілу                                                                             |        | Швеція            | 30 вересня 1952              | Лицар ордена Серафимів                                                    | RSerafO |
| Індонезія   |                   | Кавалер ордена «Зірка Республіки Індонезії» 1 класу                                                     |        | Велика Британія   | 1953                         | Почесний кавалер Великого хреста Королівського Вікторіанського ордена     | GCVO    |
| Йорданія    |                   | Кавалер ланцюзі ордена Хусейна ібн Алі                                                                  |        | Велика Британія   | 2 червня 1953                | Коронаційна медаль Єлизавети II                                           |         |
| Ісландія    |                   | Кавалер ланцюга ордена Ісландського сокола                                                              |        | Данія             | 8 серпня 1953                | Лицар ордена Слона                                                        | R.E.    |
| Камерун     |                   | Кавалер ланцюга ордена Доблесті                                                                         |        | Непал             | 19 квітня 1960               | Лицар ордена Оясві Раян                                                   |         |
| Катар       |                   | Кавалер ланцюга ордена Незалежності                                                                     |        | Філіппіни         | 10 листопада 1962            | Кавалер ланцюга ордена Сікатуна                                           |         |
| Кенія       |                   | Командувач ордена Золотого серця                                                                        | C.G.H. | Таїланд           | 27 травня 1963               | Кавалер ордена Королівського дому Чакри                                   | ม.จ.ก.  |
| Колумбія    |                   | Кавалер ланцюга ордена Боякі                                                                            |        | Непал             | 24 лютого 1975               | Коронаційна медаль Бірендри                                               |         |
| Кот-д'Івуар |                   | Кавалер Великого хреста ордена Республіки Кот-д'Івуар                                                   |        | Іспанія           | 23 жовтня 1980               | Кавалер ланцюга ордена Карлоса III                                        |         |
| Кувейт      |                   | Кавалер лянцюга ордена Мубарака Великого                                                                |        | Іспанія           | 20 січня 1972-23 жовтня 1980 | Кавалер Великого хреста ордена Карлоса III                                |         |
| Латвія      |                   | Кавалер ланцюга ордена Трьох зірок                                                                      |        | Італія            | 9 березня 1982               | Кавалер Великого хреста ордена «За заслуги перед Італійською Республікою» |         |
| Ліберія     |                   | Кавалер Великої стрічки ордена Піонерів Республіки                                                      |        | Іспанія           | 26 лютого 1985               | Лицар ордена Золотого руна                                                |         |
| Ліберія     |                   | Кавалер Великої стрічки ордена Зірки Африки                                                             |        | Таїланд           | 21 вересня 1991              | Кавалер ордена Раджамітраборн                                             | ร.ม.ภ.  |
| Люксембург  |                   | Кавалер ордена Золотого лева Нассау                                                                     |        | Португалія        | 2 грудня 1993                | Кавалер Великого ланцюга ордена Святого Якова і меча                      | GColSE  |
| Малаві      |                   | Гранд-командор ордена Лева                                                                              |        | ПАР               | 4 липня 1995                 | Кавалер ланцюга ордена Доброї Надії                                       |         |
| Малайзія    |                   | Кавалер ланцюга ордена Корони Королівства                                                               | DMN    | Велика Британія   | 1998                         | Лицар ордена Підв'язки                                                    | KG      |
| Малі        |                   | Кавалер Великого хреста Національного ордена Малі                                                       |        | Португалія        | 12 травня 1998               | Кавалер Великого ланцюга ордена Інфанта дона Енріке                       | GColIH  |
| Марокко     |                   | Кавалер спеціального класу ордена Мухамадійя                                                            |        | Австрія           | 1999                         | Велика зірка Пошани «За заслуги перед Австрійською Республікою»           |         |
| Мексика     |                   | Кавалер ланцюга ордена Ацтекського орла                                                                 |        | Угорщина          | 2000                         | Кавалер ланцюга ордена Заслуг                                             |         |
| Нігерія     |                   | Гранд-командор ордена Республіки                                                                        |        | Норвегія          | 2001                         | Кавалер ланцюга ордена Святого Олафа                                      |         |
| Нідерланди  |                   | Кавалер Великого хреста ордена Нідерландського лева                                                     |        | Норвегія          | 1953—2001                    | Кавалер Великого хреста ордена Святого Олафа                              |         |
| ОАЕ         |                   | Кавалер ланцюга ордена Федерації                                                                        |        | Філіппіни         | 3 грудня 2002                | Шеф-командор ордена «Легіон Пошани»                                       |         |
| Оман        |                   | Кавалер Особливо почесного ордена Оману                                                                 |        | Естонія           | 2007                         | Кавалер ланцюга ордена Хреста землі Марії                                 |         |
| Пакистан    |                   | Орден Пакистану                                                                                         |        | Литва             | 22 травня 2007               | Кавалер ланцюга ордена Вітаутаса Великого                                 |         |
| Панама      |                   | Кавалер ланцюга ордена Мануеля Амадора Герреро                                                          |        | Казахстан         | 30 травня 2008               | Кавалер ордена Алтин Кира                                                 |         |
| Перу        |                   | Кавалер Великого хреста ордена Сонця Перу                                                               |        | Україна           | 12 січня 2011                | Кавалер ордена князя Ярослава Мудрого 1 класу                             |         |
| Польща      |                   | Кавалер ордена Білого орла                                                                              |        | Філіппіни         | 3 червня 2015                | Кавалер ланцюга ордена Лакандула                                          |         |

| Країна             | Дата | Нагорода                                 |
| ------------------ | ---- | ---------------------------------------- |
| Савойська династія |      | Лицар Вищого ордена Святого Благовіщення |

## Галерея

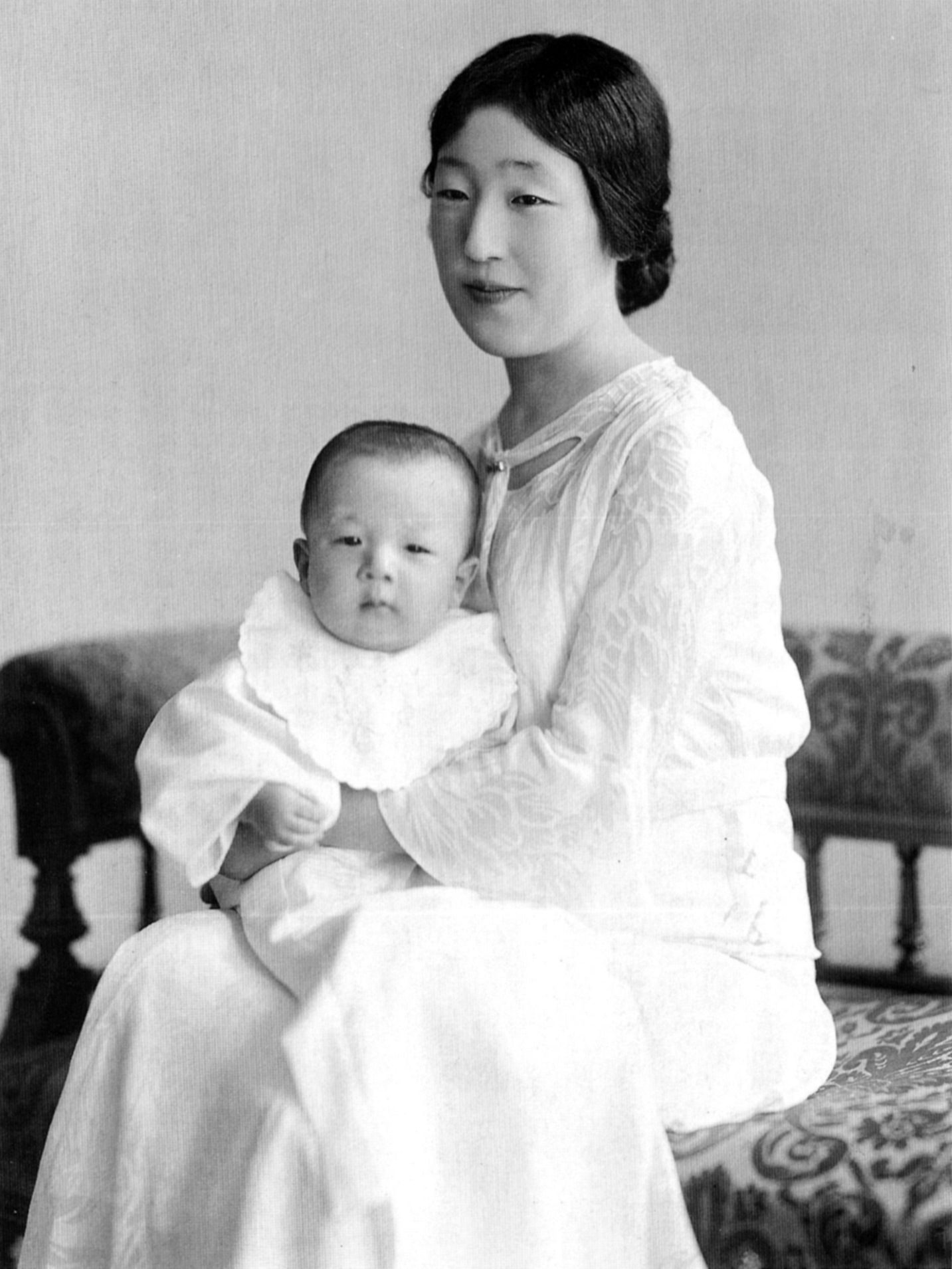
1934
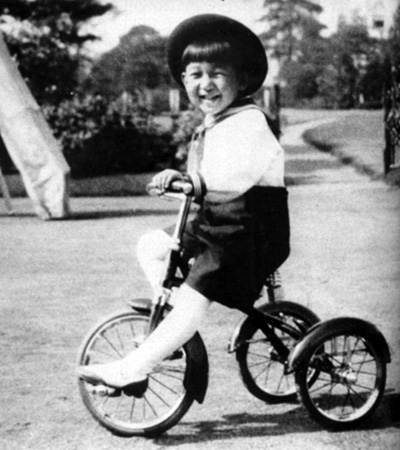
1938
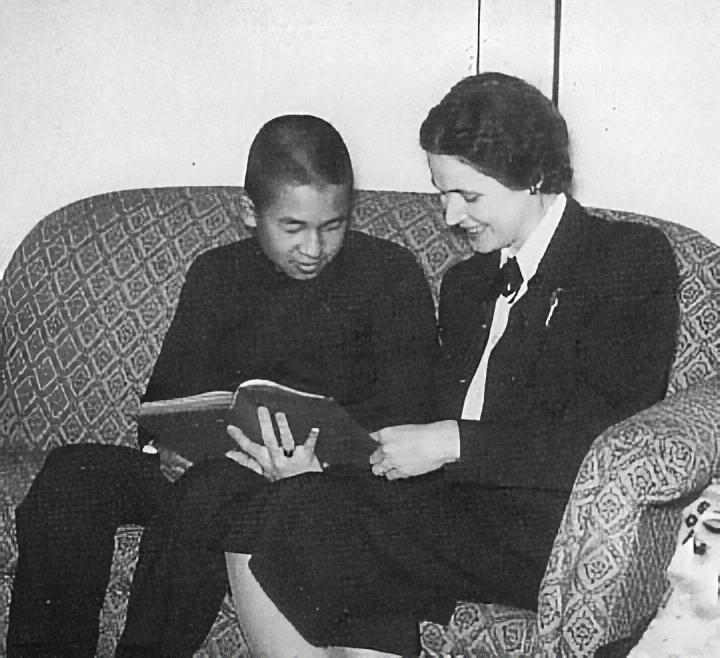
З вчителькою-американкою Грей Вінінг, 1949
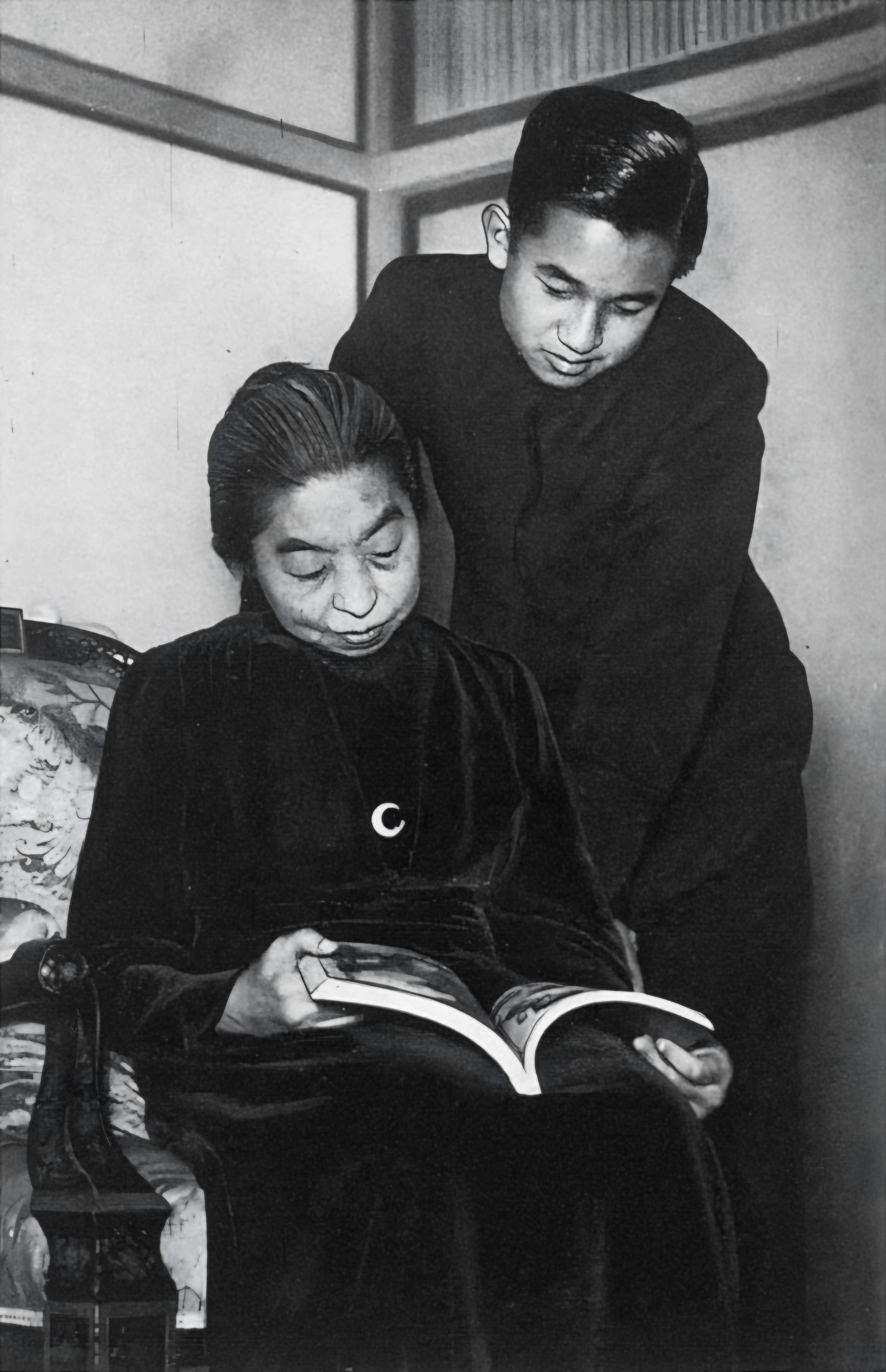
З бабусею, 1949
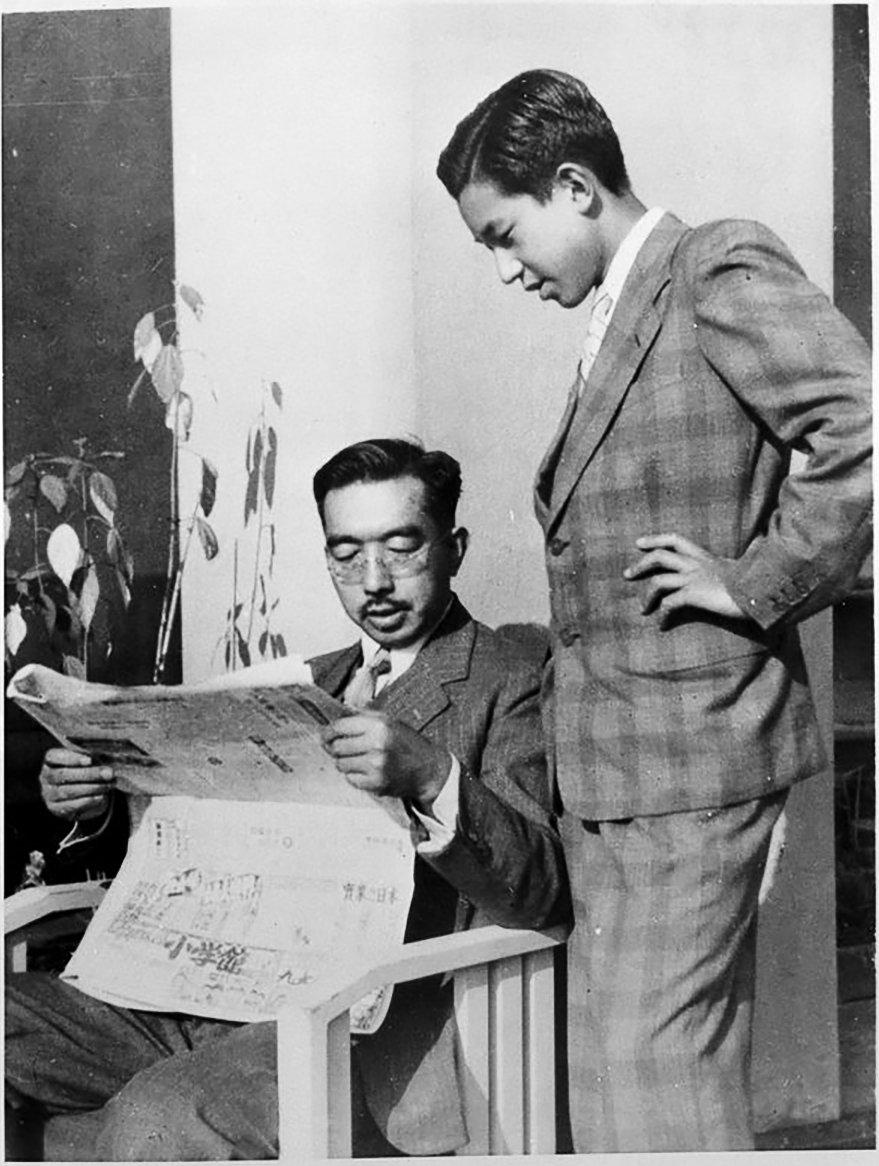
Молодий Акіхіто з батьком — імператором Сьова, 1950
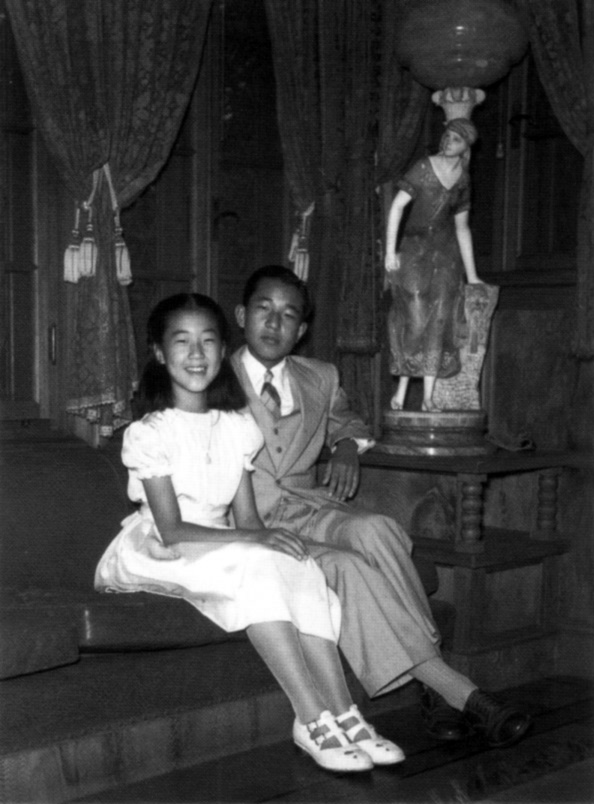
З принцесою Такако, 1950
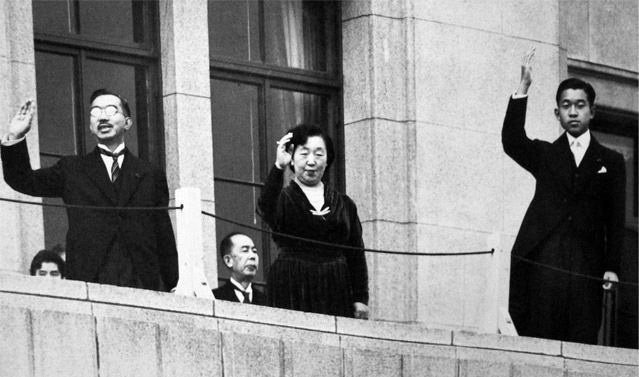
З батьками, 1952
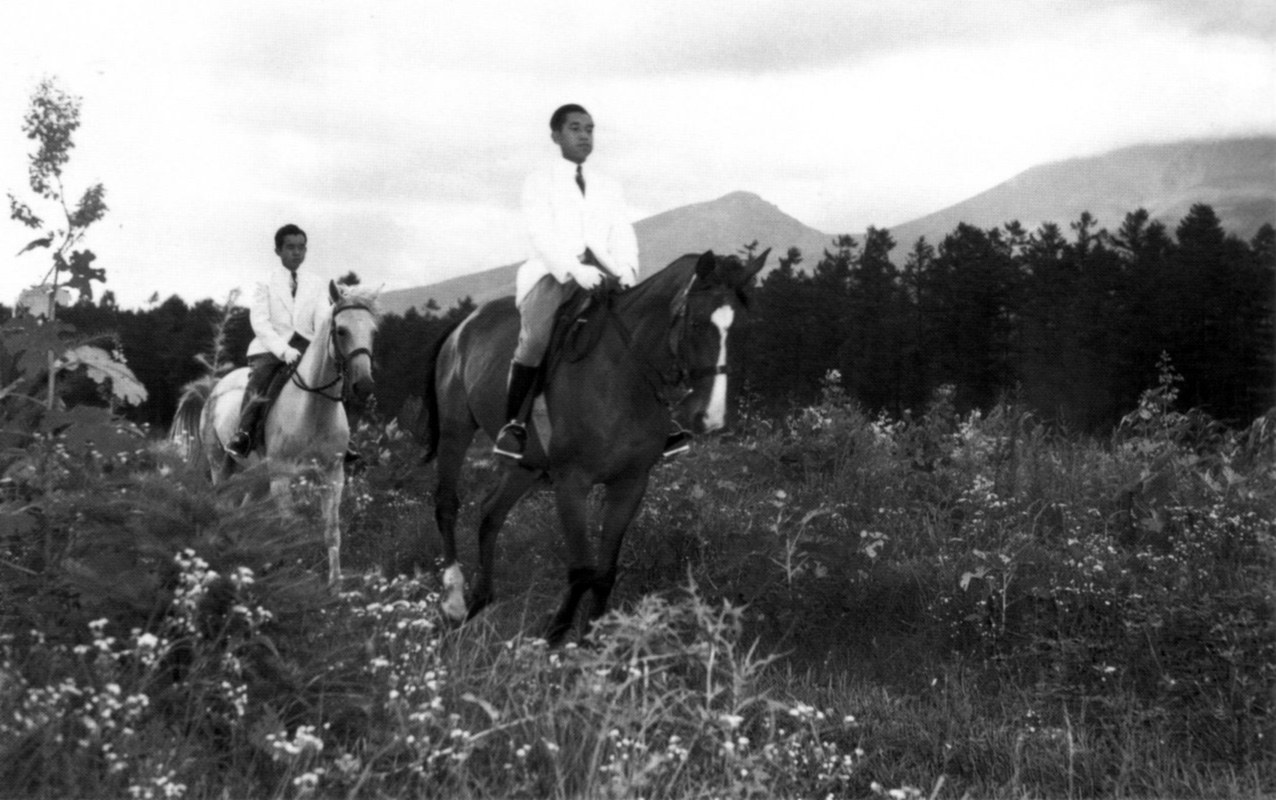
З принцом Масахіто, 1952
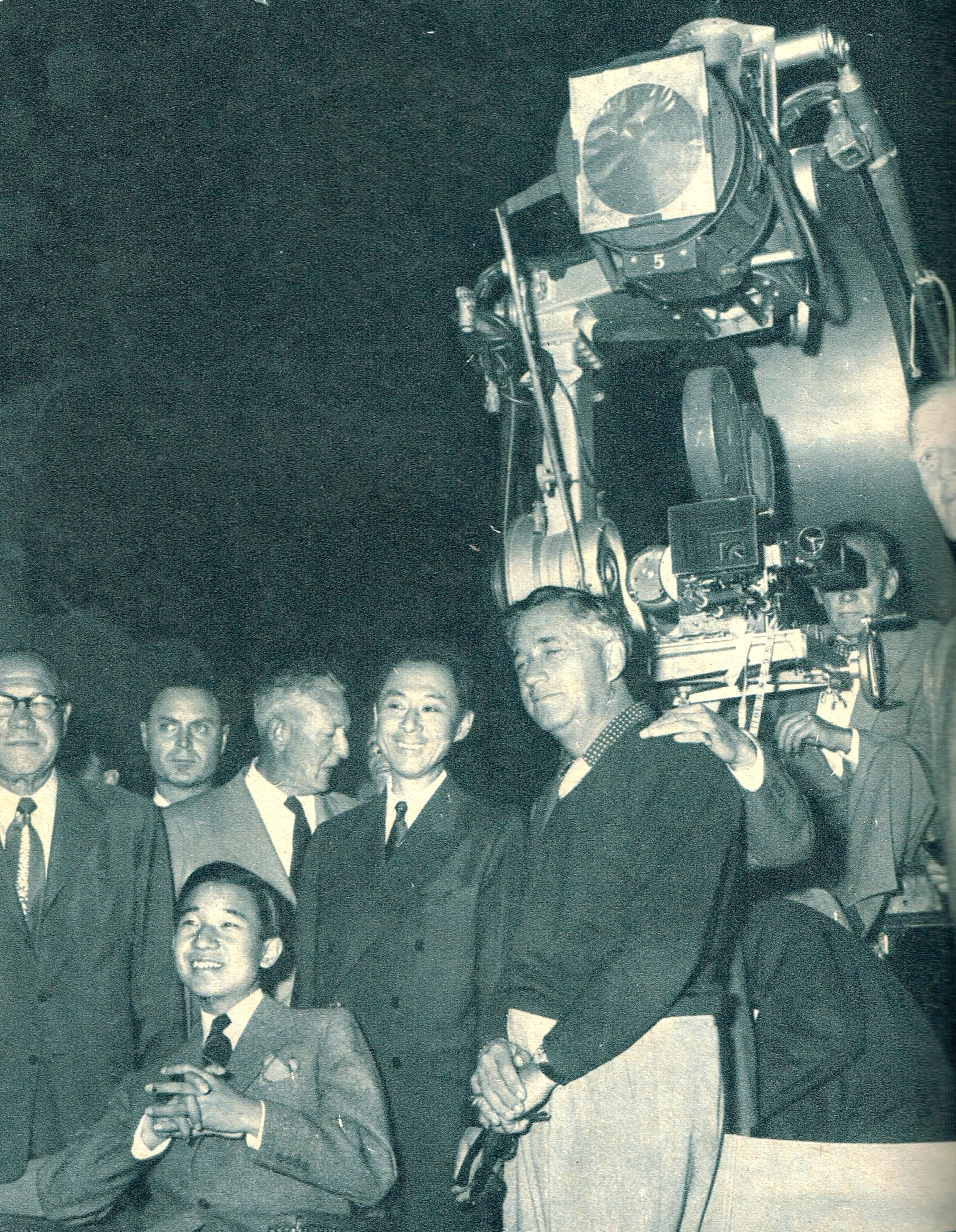
1953
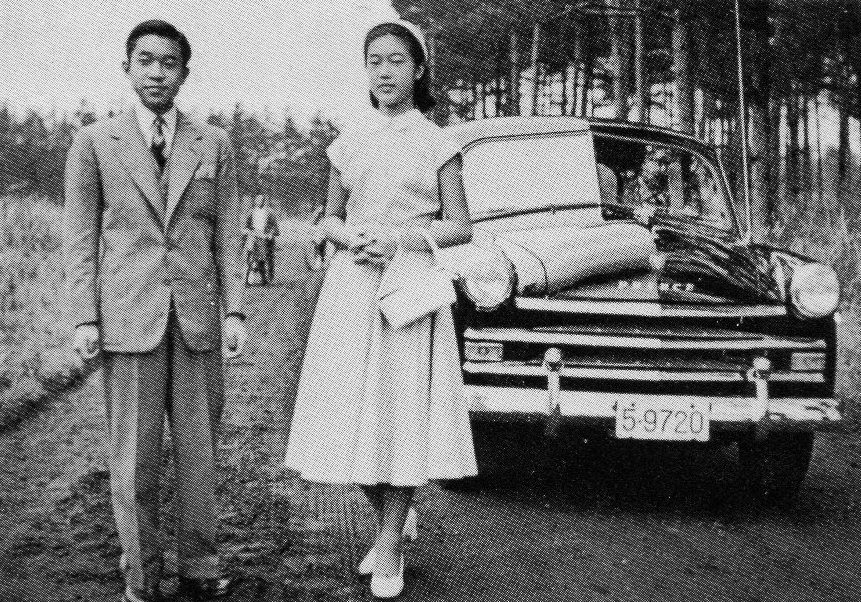
З принцесою Суга, 1954
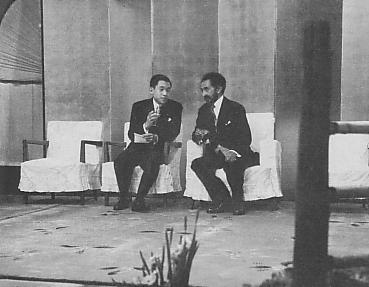
З імператором Ефіопії Хайле Селассіє I, 1955
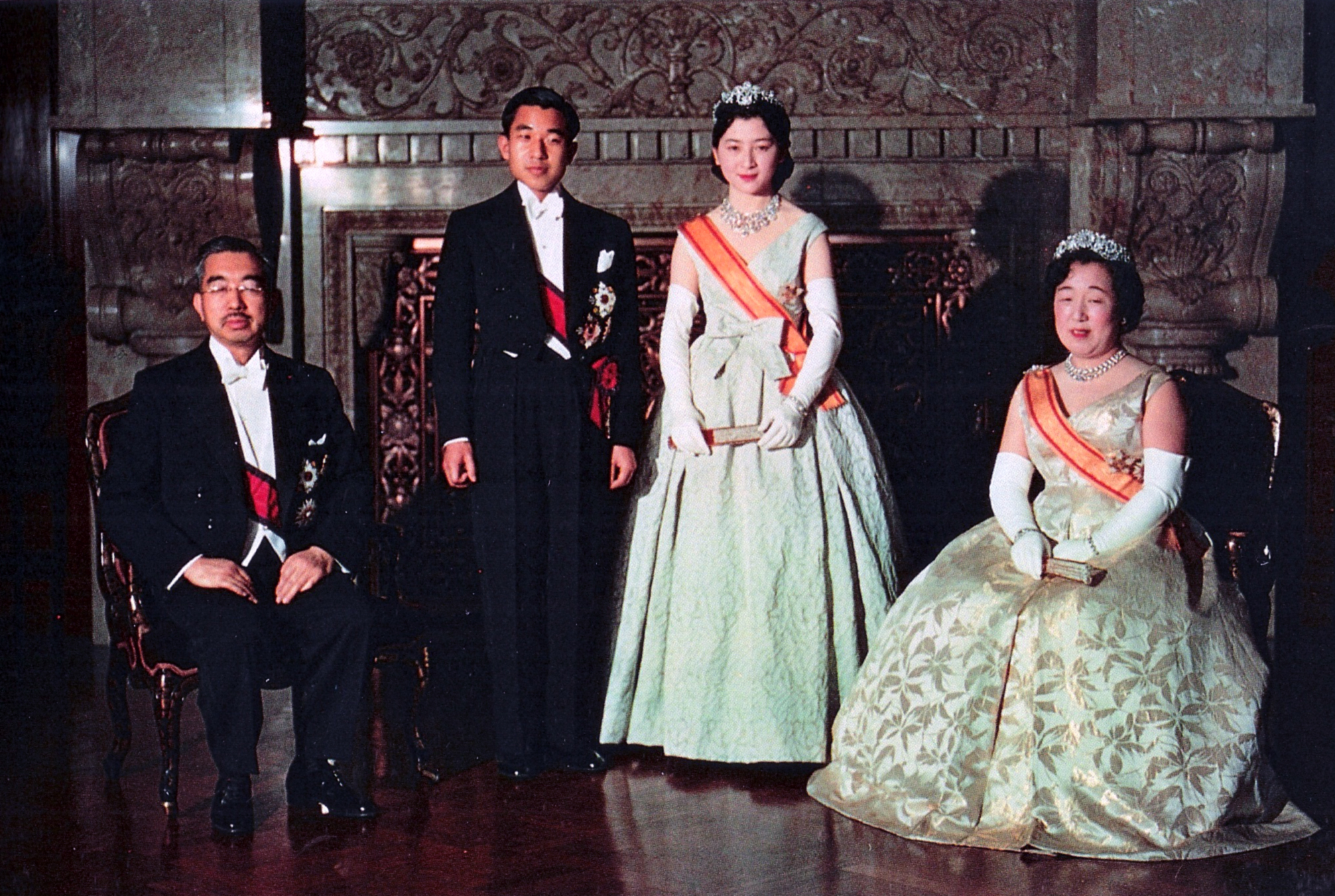
Весілля з Мітіко, 1959
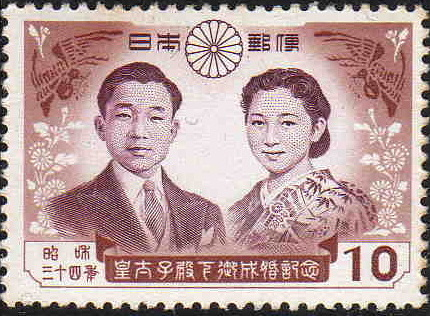
Поштова марка з нагоди весілля
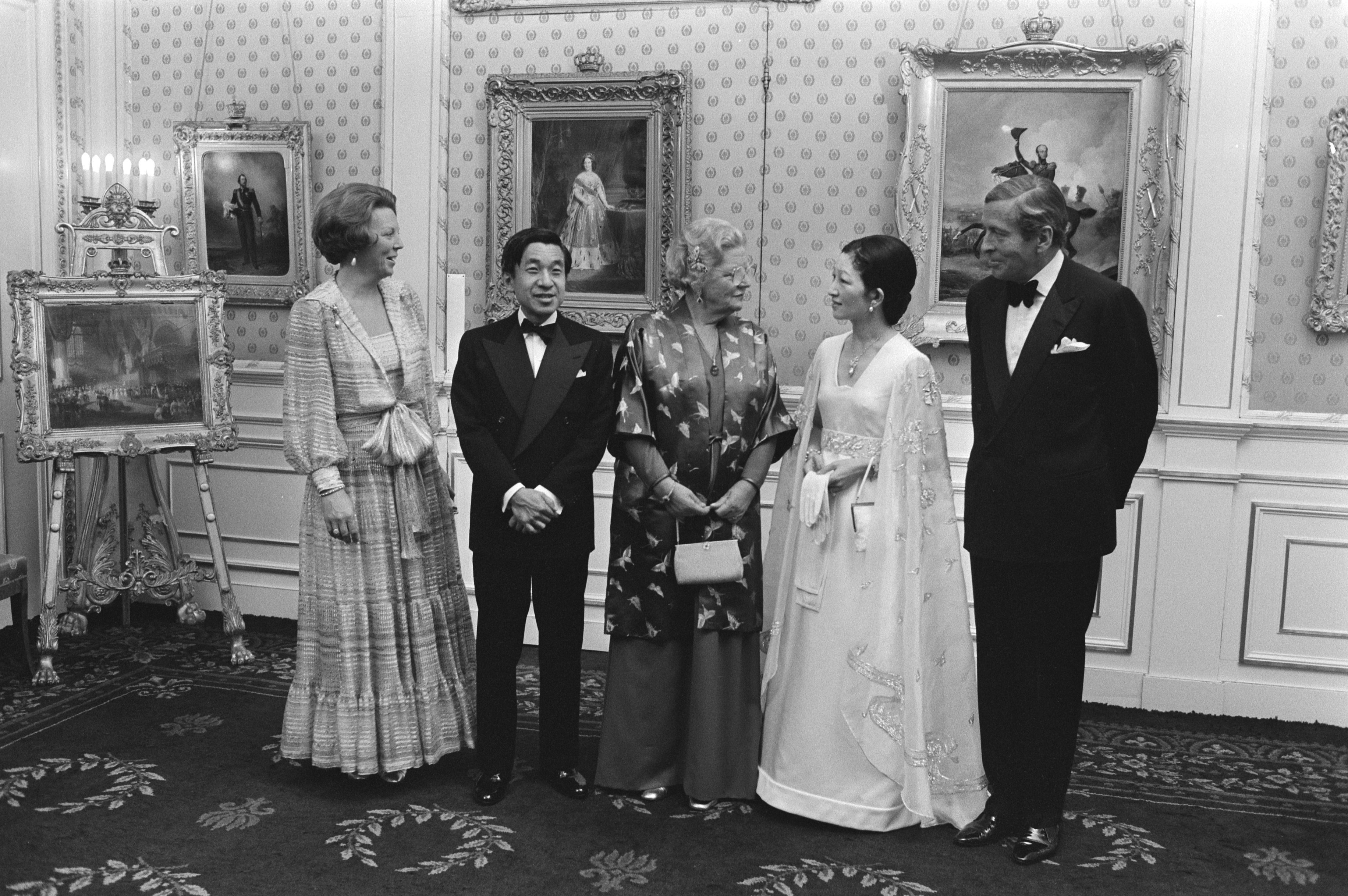
Державний візит в Нідерланди, 1979
Виступ Йо-Йо Ма, президент США Рональд Рейган та Акіхіто з дружинами, 1987
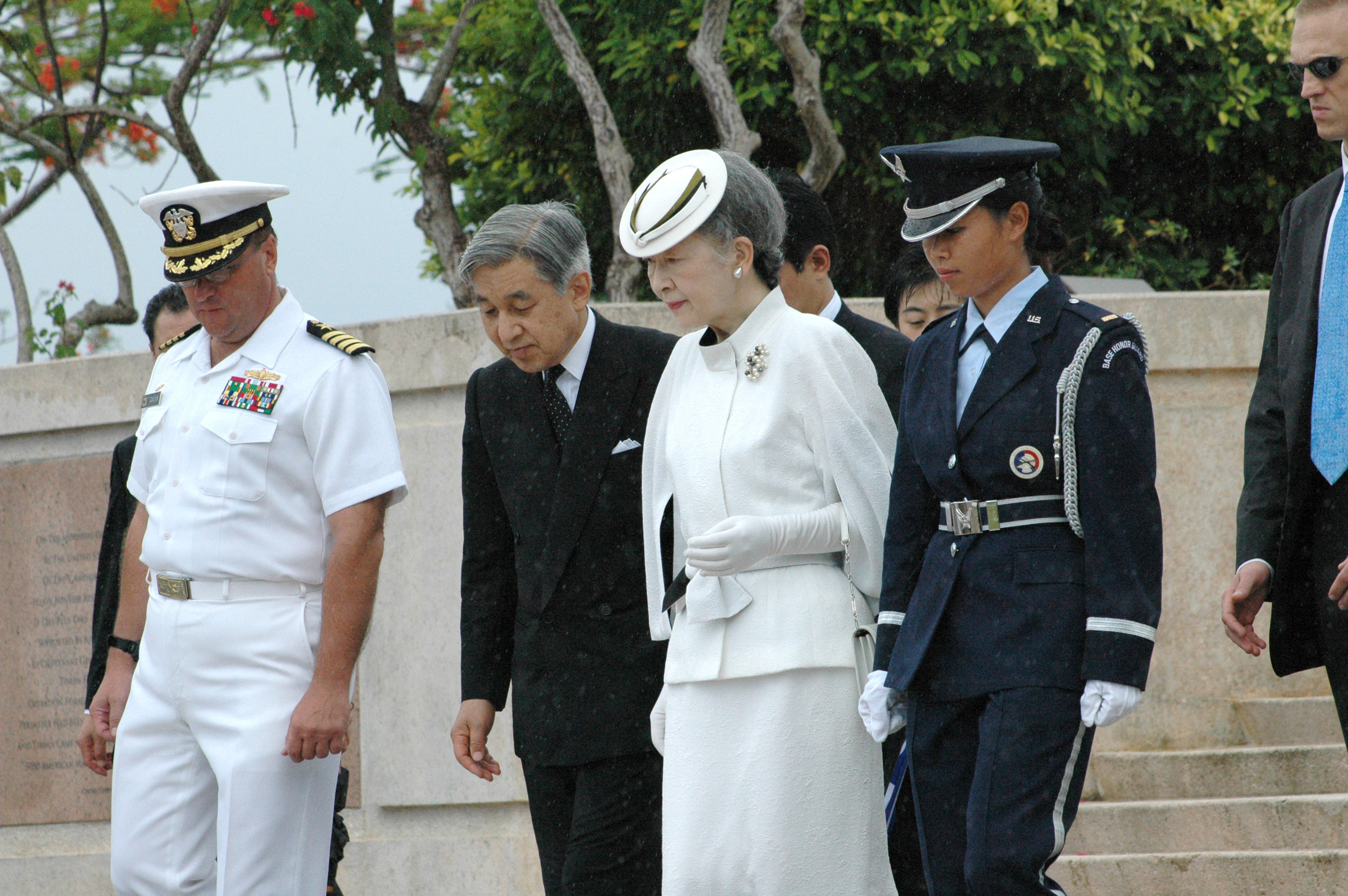
Відвідини острова Сайпан, 2005
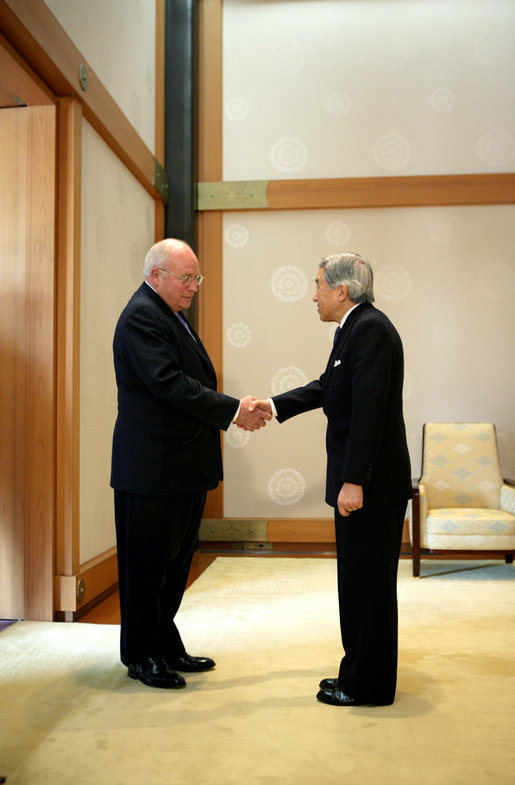
Зустріч з Діком Чейні, 2007
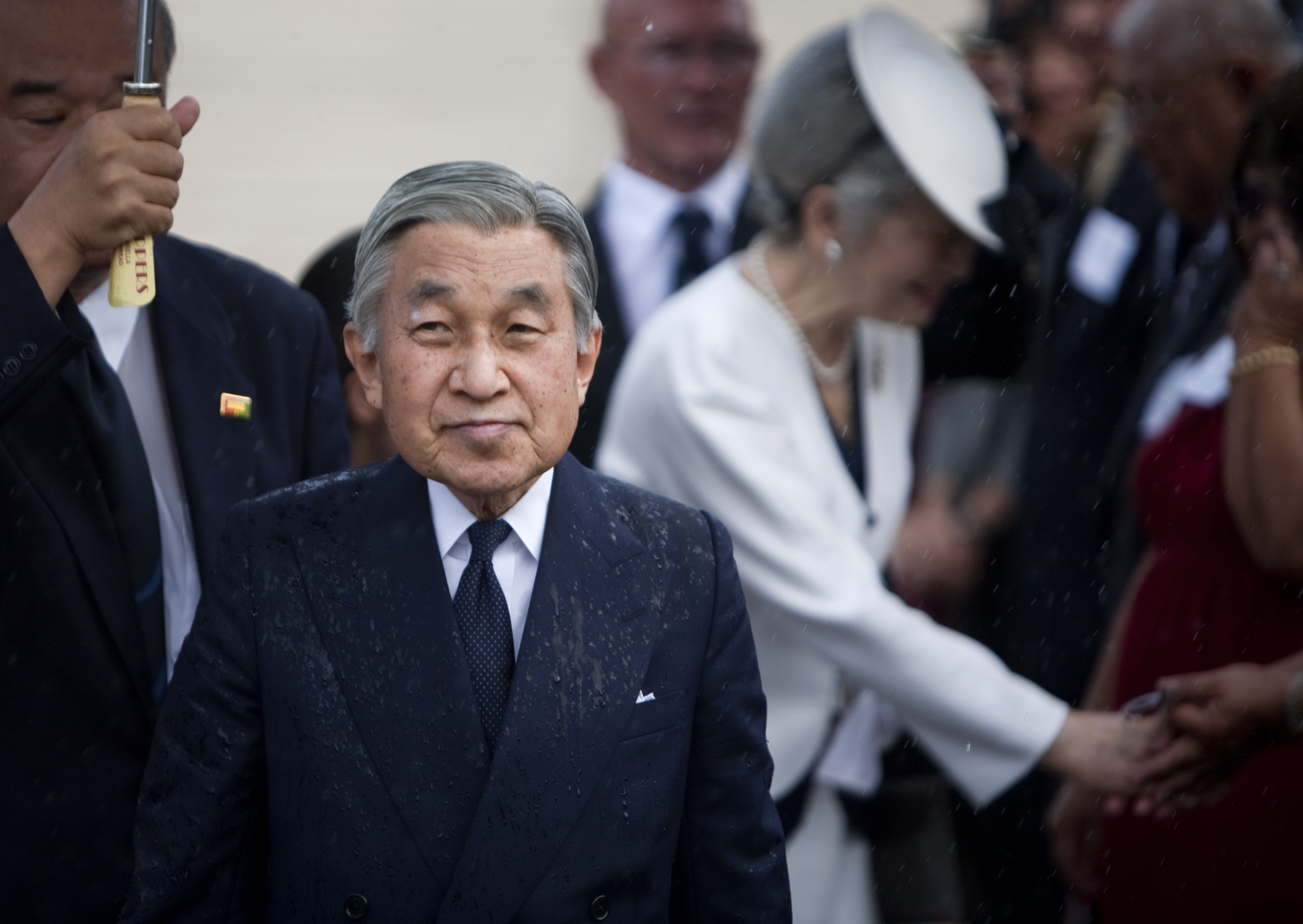
Відвідини солдатського цвинтаря Гонолулу, Гаваї, США, 2009
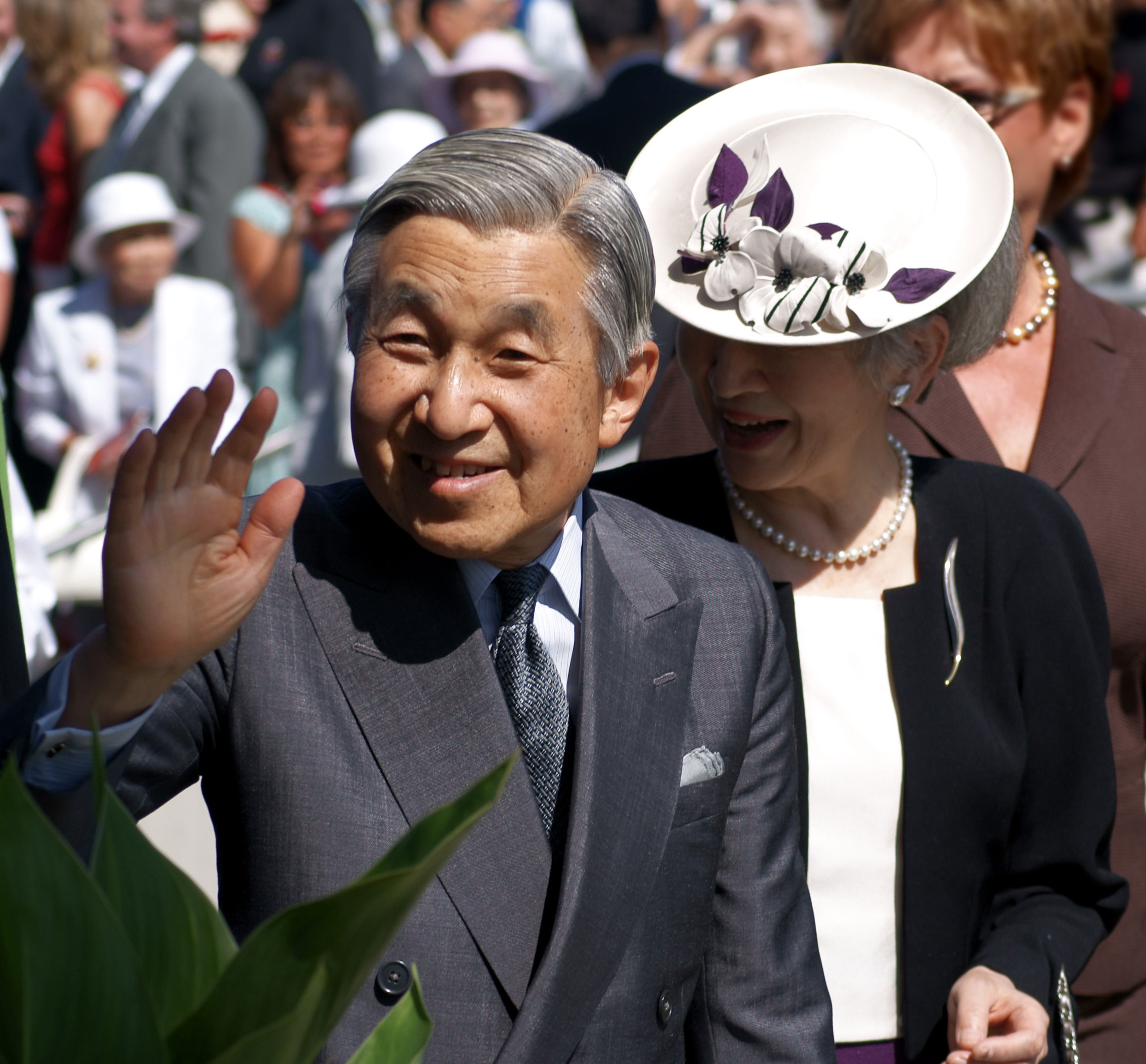
Відвідини Канади, 2009
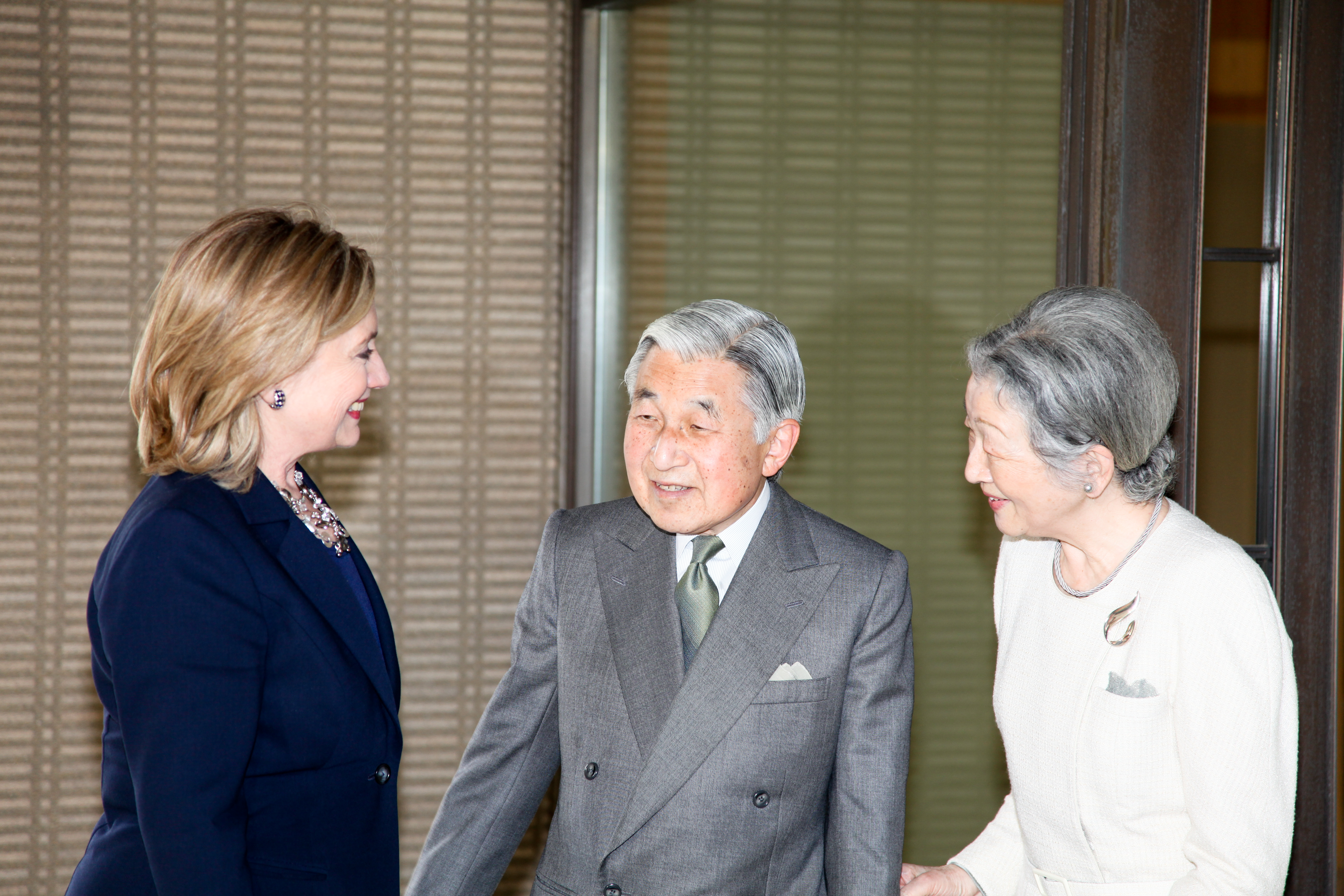
Імператорське подружжя зустрічається з Гілларі Клінтон, 17 квітня 2011
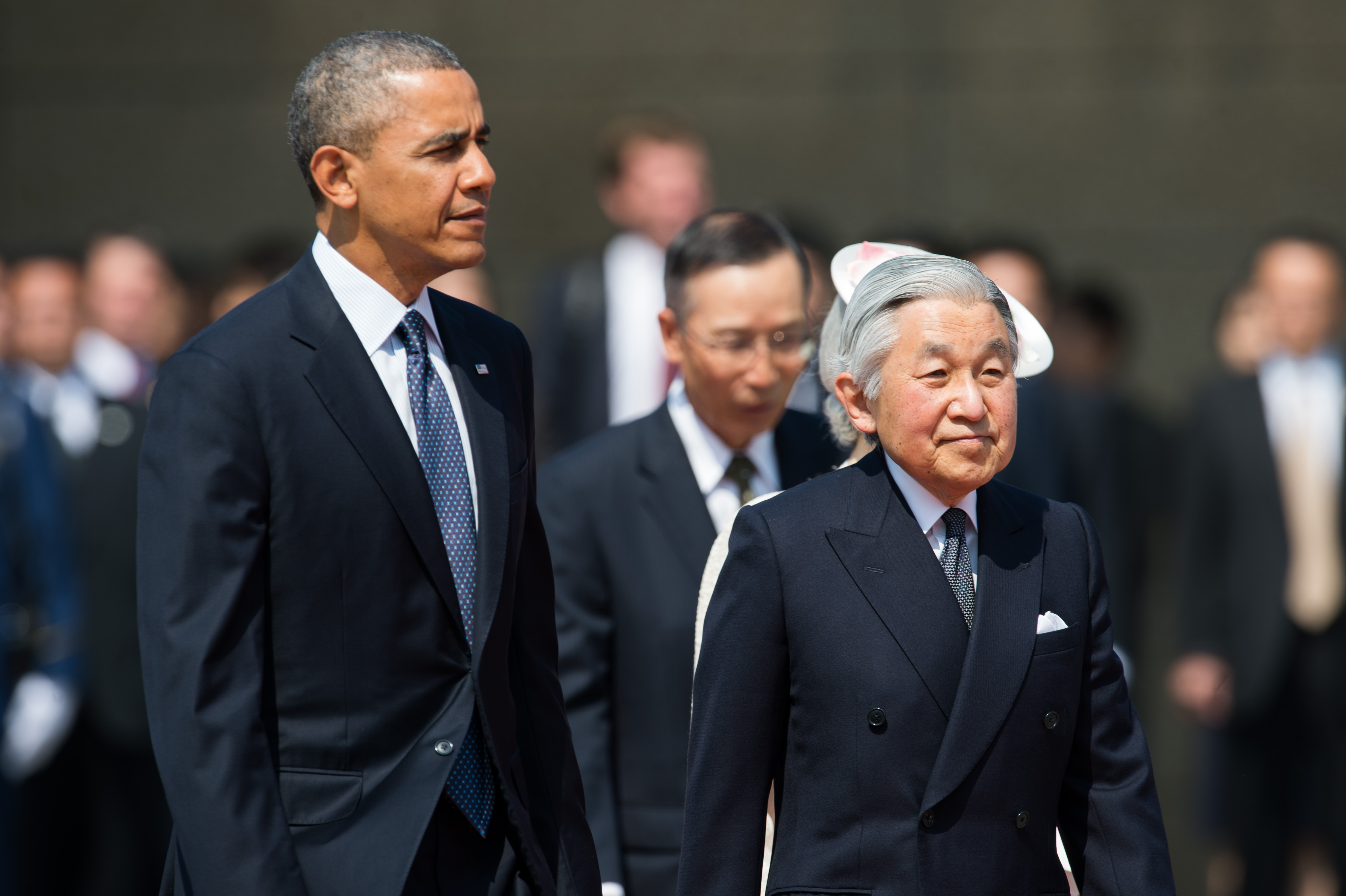
Зустріч з президентом США Бараком Обамою, 24 квітня 2014
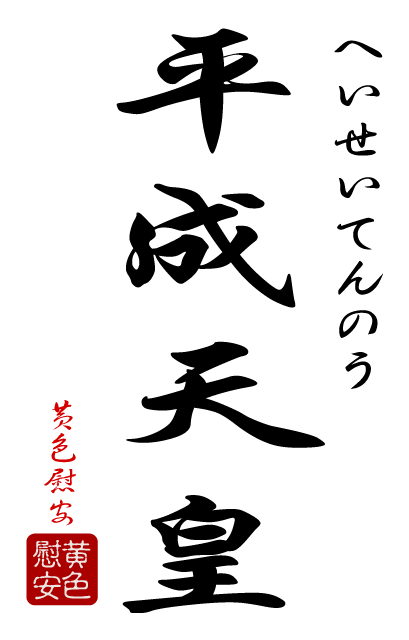
Каліграфічний напис імені
Герб імператора Японії як лицаря Підв'язки